# Cethosia fawcetti
Cethosia fawcetti är en fjärilsart som beskrevs av Hall. Cethosia fawcetti ingår i släktet Cethosia och familjen praktfjärilar. Inga underarter finns listade i Catalogue of Life.